# Irène Némirovsky

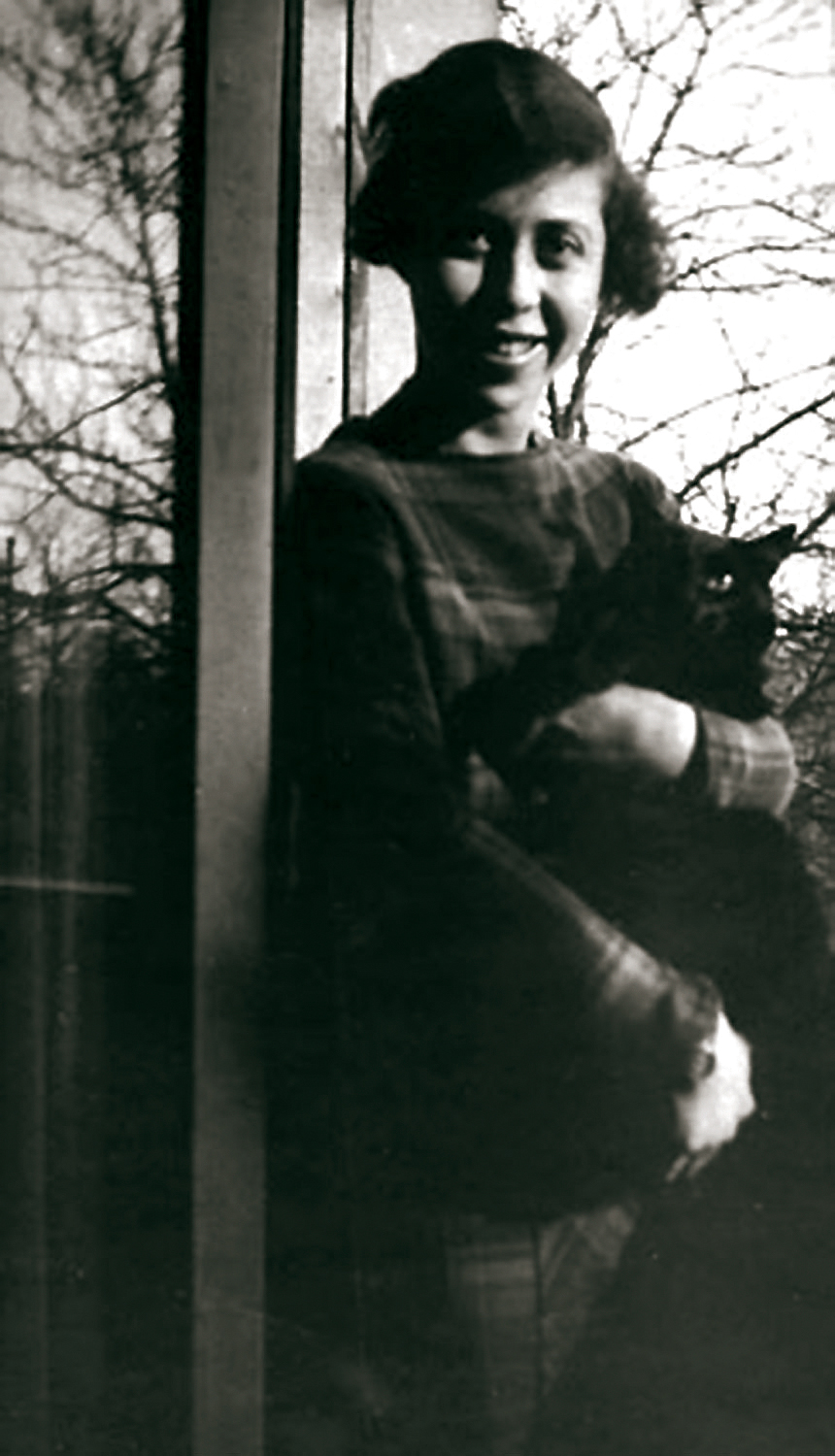
Irène Némirovsky, 25 jaar oud

Irène Némirovsky (Oekraïens: Ірен Немировська) (Kiev, 24 februari 1903 – Auschwitz, 17 augustus 1942) was een Frans schrijfster, van Russisch-Joodse afkomst.

## Leven en werk
Irène Némirovsky werd in Kiev geboren als dochter van een Russisch-Joodse bankier van eenvoudige komaf, die zich in het laat-tsaristische Rusland had opgewerkt en rijk was geworden dankzij speculatie in aandelen en grondstoffen. Hij was vaak maandenlang op zakenreis en Irène zag haar vader dan ook vaak lange tijd niet. Haar moeder was afkomstig uit de gegoede Joodse burgerij. Irène werd echter voornamelijk opgevoed door een Franse gouvernante, waardoor ze al zeer vroeg in aanraking kwam met de Franse taal en cultuur. Vanwege de veelvuldige afwezigheid van haar vader bracht ze gedurende haar jeugd elk jaar, doorgaans samen met haar moeder en haar gouvernante, enkele maanden door aan de Côte d'Azur, in Biarritz of in Parijs. De relatie met haar moeder was echter bijzonder slecht. Met name aan de kille en liefdeloze bejegening door haar moeder en aan diens bandeloze, egocentrische levensstijl zou Irène in haar latere literaire werk voortdurend refereren. Ook zou ze met vlijmscherpe pen en dankzij een goed ontwikkeld observatievermogen de decadente wereld van het grote geld en het internationale kapitaal portretteren, een wereld waar ze dankzij de zakelijke activiteiten en dito connecties van haar vader getuige van was geweest. Na de oktoberrevolutie in 1917 zag de familie Némirovsky zich genoodzaakt Rusland te verlaten en vluchtte via Finland en Zweden uiteindelijk naar Parijs, waar Irène zich in 1919 met haar ouders definitief vestigde. In de jaren twintig maakte haar vader er opnieuw fortuin. Irène volgde van 1920 tot 1924 studies Russische taal en literatuur, vergelijkende literatuurwetenschappen en Russische letterkunde aan de Sorbonne. In 1926 huwde ze met Michel Epstein, net als zijzelf van Russisch-Joodse origine, met wie ze twee dochters kreeg: Denise (1929) en Élisabeth (1937).
Némirovsky was reeds op haar vijftiende, toen ze in Finland verbleef, begonnen met schrijven - aanvankelijk nog in het Russisch maar al snel uitsluitend in het Frans - en ging daar mee door toen ze zich in Parijs gevestigd had. Op 18-jarige leeftijd debuteerde ze in 1921, onder pseudoniem, als schrijfster van een komische novelle in het tijdschrift Fantasio. Nadat achtereenvolgens in 1926 Le Malentendu, in 1927 L'Enfant Génial en in 1928 L'Ennemie in feuilleton van haar hand waren verschenen, brak ze in 1929 definitief door met David Golder, een roman die veel weerklank vond bij publiek en pers en in vele landen vertaald werd. De roman werd in 1930 verfilmd door Julien Duvivier met in de hoofdrol Harry Baur als de oude Golder. Ook volgde nog in hetzelfde jaar een toneelbewerking. Succes had ze ook met Le Bal, dat ze 'tussen twee hoofdstukken van David Golder door' had geschreven en dat in het jaar na publicatie werd verfilmd met Danielle Darrieux in de hoofdrol. In al haar werken beschrijft Némirovsky de troebele situatie in het Frankrijk van na de Eerste Wereldoorlog, waar zich nieuwe menstypen ontwikkelden: oneerlijke speculanten, schatrijke avonturiers, louche, elegante vreemdelingen die nergens voor terugschrikken, ontspoorde types.
Irène Némirovsky bleef gedurende de jaren dertig als schrijfster uiterst productief. Gemiddeld vloeide bijna één keer per jaar een roman uit haar pen, die meestal eerst in feuilleton verscheen en later in boekvorm. Ook verschenen er met grote regelmaat novelles van haar hand in tijdschriften. Ondanks haar status als gerespecteerd auteur heeft Némirovsky echter in Frankrijk altijd het ongemakkelijke gevoel gehouden een buitenstaander te zijn. Herhaalde pogingen om zich te laten naturaliseren en zo de Franse nationaliteit te verkrijgen mislukten om onduidelijke redenen. Ook werd ze gehinderd door het antisemitisme, dat in de loop van de jaren dertig in Frankrijk steeds meer voelbaar werd. Niet duidelijk is in hoeverre dit antisemitisme van invloed is geweest op Irène's besluit zich op 2 februari 1939 met haar gezin tot het Katholicisme te bekeren. Hier lijkt toch eerder sprake te zijn van een geleidelijke ontwikkeling in het geestesleven van de schrijfster. Hoe dit ook zij, kort na het uitbreken van de Tweede Wereldoorlog vluchtte Némirovsky met haar man en kinderen naar het plaatsje Issy-l'Évêque, in het bezette deel van Frankrijk. Aanvankelijk verbleef het gezin daar in een hotel, waar ook Duitse militairen waren ondergebracht. Later namen ze in datzelfde dorpje op een ander adres hun intrek. Ondertussen ging Irène door met schrijven. Als gevolg van de anti-Joodse maatregelen van het Vichy-regime kon ze echter nog uitsluitend publiceren onder pseudoniem. Doordat uitgevers van tijdschriften onder grote druk van de bezetter stonden om aan alle maatregelen tegen joodse schrijvers te voldoen, werd het voor Irène almaar lastiger om haar werk gepubliceerd te krijgen. Nadat haar man zijn baan was kwijtgeraakt, en Irène daardoor feitelijk in haar eentje verantwoordelijk werd voor het levensonderhoud van haar gezin, resulteerde het opdrogen van de bron van inkomsten uit haar schrijverschap steeds vaker in acute geldnood.
Op 13 juli 1942 werd Irène Némirovsky thuis gearresteerd en op 17 juli via het doorgangskamp Pithiviers naar Auschwitz getransporteerd, waar zij op 19 juli arriveerde. Op 17 augustus stierf ze daar in de ziekenbarak, aan tyfus. Haar man had nog, via allerlei kennissen en tussenpersonen, geprobeerd haar vrij te krijgen, schreef onder meer een brief aan Pétain, maar werd in oktober 1942 ook zelf gearresteerd, naar Auschwitz gebracht en daar meteen na zijn aankomst vergast. Hun kinderen waren reeds eerder door hun ouders veilig ondergebracht in een klooster, waar ze de oorlog overleefden.

### Herontdekking na haar dood
Na de oorlog zwierven de dochters van Némirovsky enige tijd rond met onder meer een koffer vol met manuscripten. Ze kregen nauwelijks hulp van Irènes moeder Fanny, die hen uiteindelijk in een weeshuis onderbracht. Na de dood van Élisabeth in 1997 besloot Dénise postuum het nog in haar bezit zijnde werk van haar moeder te publiceren. Aanvankelijk waren beide zusjes steeds in de veronderstelling geweest dat het vooral om schetsen en notities ging, maar bij nadere bestudering bleken er onder de manuscripten complete romans aanwezig, waaronder het in aanleg vijf delen omvattende, maar uiteindelijk onvoltooid gebleven Suite française (Storm in juni), dat internationaal voor een literaire sensatie zorgde. Némirovsky kreeg voor Suite française postuum de Prix Renaudot.
Het eerste deel van Suite française is een geromantiseerd verslag van de uittocht in juni 1940, toen stromen vluchtelingen Parijs verlieten. Het lot van allerlei Franse families, van rijk tot arm, raakte met elkaar verweven. In een directe stijl beschrijft Irène Némirovsky de ontelbare kleine en grote lafheden en het broze saamhorigheidsgevoel van een volk op de vlucht. Het tweede deel van het boek schetst de sfeer tijdens de bezetting in een klein Frans dorpje: de kleinschaligheid van tijdelijke rust en wellevende omgang, een stilte voor een nieuwe storm.
In 2007 verschijnt postuum nog Némirovsky's roman Chaleur du sang (De hitte van het bloed).

### Werk verschenen tijdens haar leven
- Le Malentendu, 1926; Nederlandse vertaling door Pauline Sarkar: Het misverstand (2013).
- L'Ennemie, 1928.
- L'Enfant génial (novelle), 1927.
- David Golder, 1929; Nederlandse vertaling door Anthonie Donker: David Golder (1930); door Pauline Sarkar: David Golder (2006).
- Le Bal (novelle), 1930; Nederlandse vertaling door Manik Sarkar: Het bal (2007).
- Les Mouches d'automne, ou la Femme d'autrefois, 1931.
- L'Affaire Courilof, 1933; Nederlandse vertaling door Maarten Holland: De zaak Courilof (1935); door Pauline Sarkar: De affaire Koerilov (2011).
- Le Pion sur l'échiquier, 1934.
- Le Vin de solitude, 1935.
- Jézabel, 1936.
- La Proie, 1938.
- Deux, 1939.
- Les Chiens et les Loups, 1940.

### Werk verschenen na haar dood
- La Vie de Tchekhov (een biografie over Anton Tsjechov), 1946.
- Les Biens de ce monde, 1947.
- Les Feux de l'automne, 1957.
- Dimanche et autres nouvelles, 2000.
- Destinées et autres nouvelles, 2004.
- Suite française, 2004; Nederlandse vertaling door Manik Sarkar: Storm in juni (2006). Verfilmd als Suite Française (2014).
- Le Maître des âmes, 2005; Nederlandse vertaling door Pauline Sarkar: De gelukzoeker (2008).
- Chaleur du sang, 2007; Nederlandse vertaling door Pauline Sarkar: Hitte van het bloed (2009).
- Les vierges et autres nouvelles, 2009.
- Nonoche. Dialogues comiques, 2012.
- Lettres d'une vie, 2021. Brievencorrespondentie.